# 桑山塔ノ尾古墳

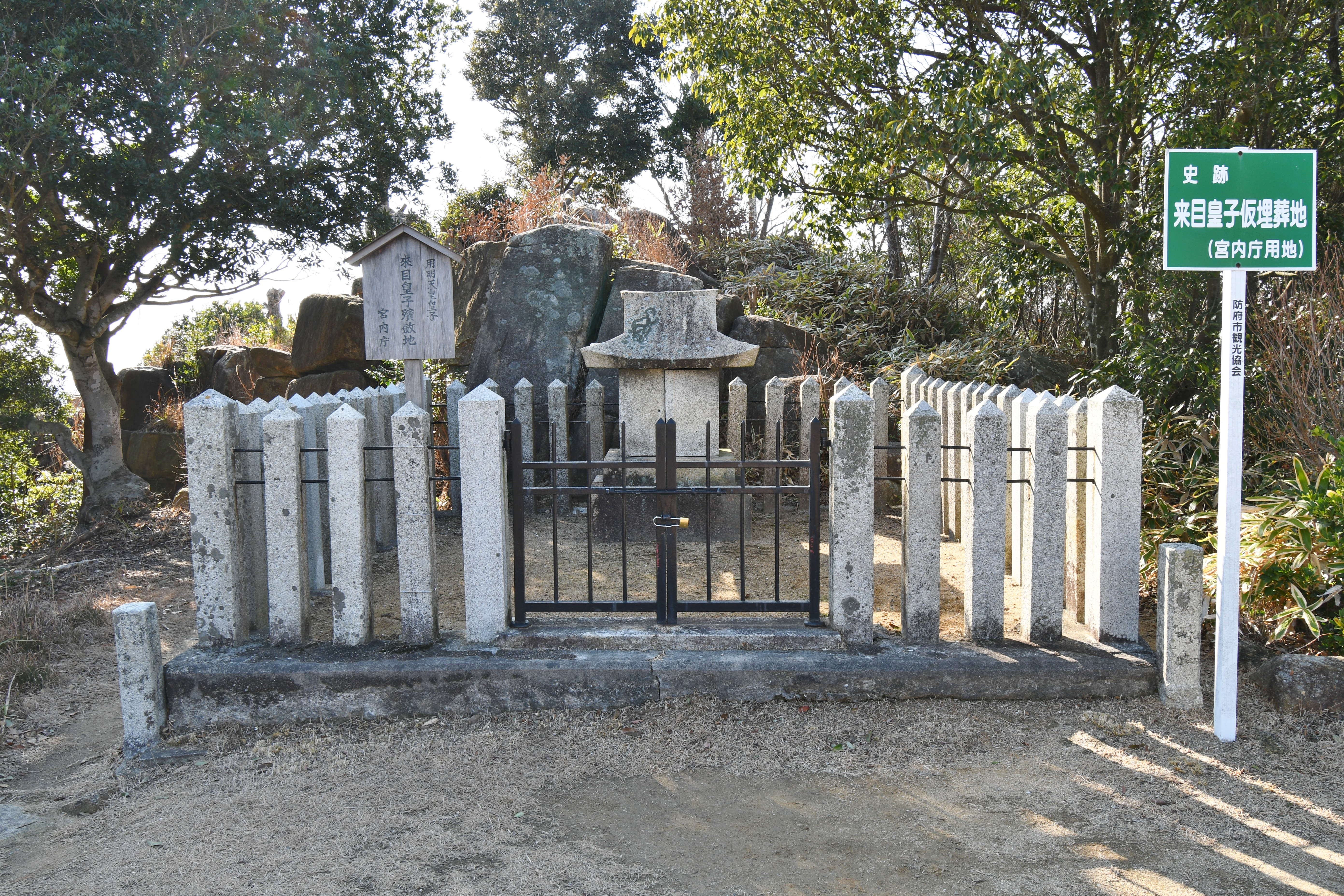
桑山山頂の遺物再埋納地
（来目皇子殯斂地）

桑山塔ノ尾古墳（くわのやまとうのおこふん）は、山口県防府市桑山にあった古墳。現在では墳丘は失われている。
実際の被葬者は明らかでないが、出土遺物埋納地が宮内庁により第31代用明天皇皇子の来目皇子の殯斂地（仮埋葬地）に治定されている。

## 概要
山口県南部、防府平野中央部の桑山（標高107メートル）中腹の小丘頂部に築造された古墳である。江戸時代に発見され、その際に墳丘は破壊されて出土遺物が桑山山頂に再埋納されている。
墳形は明らかでない（一説に円墳とも前方後円墳とも）。墳丘外表では円筒埴輪・形象埴輪が認められている。埋葬施設は、古文書の記録から横穴式石室と推定される。石室内からは豊富かつ秀逸な副葬品が出土しており、特に後期古墳でありながら銅鏡2面を副葬する点、朝鮮半島との交流を示す金銅製飾履・蛇行状鉄器などを副葬する点で注目される。
築造時期は、古墳時代後期の6世紀前半頃と推定される。防府平野では古墳時代後期から代表的古墳が築造されるようになるが、本古墳はその嚆矢的な位置づけにあり、畿内ヤマト王権・朝鮮半島との交流および防府平野の開発を巡る当時の政治情勢を考察するうえで重要視される古墳である。被葬者は明らかでなく、前述のように現在は出土遺物再埋納地が宮内庁により来目皇子（603年死去）の殯斂地（仮埋葬地）に治定されている。これは江戸時代の『桑山古墳私考』以来の説であるが、現在の学術的には古墳の性格および築造年代の点で否定的である。一方、真の仮埋葬地については大日古墳（防府市高井）に比定する説が挙げられている。

## 遺跡歴
- 天明5年（1785年）、第7代長州藩主の毛利重就による隠居後の納涼亭建設中に発見。副葬品が多数出土し山頂に再埋納[1][2]。
- 文政5年（1822年）、斎藤貞宜が遺物を再検証し『桑山古墳私考』を著して図説。来目皇子の仮埋葬地とする説を提示[1][2]。
- 天保13年（1842年）、長州藩の『防長風土注進案』編纂の際に、三田尻宰判が遺物を再検証し絵図作成[1]。
- 1902年（明治35年）、宮内省（現・宮内庁）により遺物再埋納地が来目皇子の殯斂地に治定[1]。

## 出土品
『防長風土注進案』の記載等に基づく出土品は次の通り。
- 銅鏡 2
- 石製模造品 1
- 鉄刀 3
- 鉄矛 5
- 鉄鏃 若干
- 甲冑
- 蛇行状鉄器 1
- 金銅製飾履
- 銀魚等付属装飾器物
- 鍍金鈴
- 玉類 - 管玉13、小玉60以上。
- 馬具 - 鏡板、辻金具、轡、鞍金具、鐙、杏葉。
- 須恵器 - 広口壺、器台、𤭯など。
- 土師器 - 高坏。
- 埴輪 - 円筒埴輪、形象埴輪。

以上のほかにも記載に漏れた副葬品が相当数あったと見られ、その豊富さ・秀逸さが注目され、特に朝鮮半島系文化の色濃さが指摘される。副葬品のうちでは特に、金銅製飾履の出土が他に江田船山古墳（熊本県）・稲荷山古墳（滋賀県）などのみ、蛇行状鉄器が他に飛鳥寺塔心礎などのみと数少ない出土例であり、加えて金銅製飾履と蛇行状鉄器の共伴は本古墳のみになる。
天明5年（1785年）の古墳発見後、出土遺物は石匣（石の箱）に入れて桑山山頂に再埋納された。その後も文政5年（1822年）・天保13年（1842年）に遺物の再検証がなされているが、1902年（明治35年）に宮内省により遺物再埋納地が来目皇子殯斂地に治定されてから現在に至るまでは宮内庁の管理下にあるため調査は実施されていない。
なお、本古墳発見の17年後の享和2年（1802年）には宮ノ洲古墳（下松市）が発見されて遺物が出土しているが、その際には本古墳における毛利重就の事後措置を踏襲して出土遺物は石匣に入れて再埋納されている。

## 関連文献
（記事執筆に使用していない関連文献）
- 桑原邦彦「山口県防府市桑山塔ノ尾古墳 -その史・資料集成と再検討-」『古文化談叢 第20集（上）』九州古文化研究会、1988年。